# Església Votiva (Viena)
L'Església votiva (alemany: Votivkirche) és una església catòlica romana que es troba a Viena, Àustria.
S'anomena església votiva perquè va ser construïda com a ofrena votiva arran d'un atemptat fallit contra l'emperador Francesc Josep I d'Àustria, l'any 1853. És dedicada al Diví Salvador i va ser inicialment concebuda com la "casa espiritual" de totes les nacions que formaven part dels dominis dels Habsburg. Això adquiria una especial significació simbòlica en aquell moment atès que l'atemptat contra l'emperador va ser dut a terme per un hongarès anomenat Janos Libenyi amb la Revolució hongaresa de 1848 com a rerefons.
Des de 1880 fa funcions d'església parroquial oberta a diverses comunitats lingüístiques, de manera que s'hi fan misses en diversos idiomes. Així, per exemple, té un altar dedicat a Nostra Senyora de Guadalupe
Des del punt de vista arquitectònic, és un destacat exemple d'arquitectura neogòtica i també s'ha de valorar com un dels exponents més destacats de la urbanització i monumentalització de l'entorn de la Ringstraẞe de Viena, promoguda per l'emperador Francesc Josep I.

## Història
El 18 de febrer de 1853 es va produir un atemptat contra l'emperador Francesc Josep I d'Àustria, que va sobreviure. L'any següent, el seu germà Francesc Maximilià va promoure un acapte per construir una església "en acció de gràcies per la salvació de Sa Majestat". El projecte arquitectònic va ser encomanat, després de la celebració d'un concurs internacional, a l'arquitecte Heinrich von Ferstel (1828–1883). Les obres es van iniciar l'any 1856 i es van completar 23 anys després. L'església votiva va ser inaugurada el 24 d'abril de 1879, dia en què l'emperador i l'emperadriu Sissi celebraven les seves noces d'argent.
El propòsit inicial de convertir-la en "casa espiritual" de totes les nacions que formaven part dels dominis dels Habsburg no es va arribar a assolir perquè al moment de la inauguració el context polític havia canviat substancialment (l'imperi austríac havia esdevingut Imperi Austrohongarès). Després de la fi de la monarquia, al terme de la Primera Guerra Mundial, ja va perdre per complet el seu caràcter d'església d'Estat.
Va resultar seriosament afectada per la Primera i la Segona Guerra Mundials. Pràcticament tots els vitralls es van haver de refer després de la Segona Guerra Mundial. L'anomenat "Vitrall de l'emperador" al transsepte, es va poder reconstruir segons els dissenys originals. Però la majoria es van fer de nou, representant temes relacionats amb la història d'Àustria. En aquest sentit, s'hi troba un vitrall dedicat als camps d'extermini.

## Arquitectura i característiques
L'edifici reprodueix el model i les característiques arquetípiques de les catedrals gòtiques franceses i alemanyes. Consta de tres naus amb deambulatori amb capelles radials al voltant del presbiteri i un destacat transsepte. La façana consta de tres portals decorats amb escultures i de la corresponent rosassa, destacant, sobretot, per les dues esveltes agulles que la flanquegen.
S'hi troba el monument funerari del comte Niklas Salm, principal defensor de Viena durant el setge de Viena de 1529,
Al museu annex s'hi exposa un remarcable retaule gòtic de fusta tallada produït a Anvers a finals del segle xv.
El gran orgue és obra dels orgueners Walcker de Ludwigsburg (1878), autors així mateix de l'orgue del palau de la Música Catalana i del Palau Nacional de Montjuïc.